# Liste der Bodendenkmale im Landkreis Harz

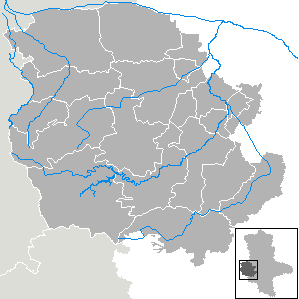
Karte des Landkreises Harz

In der Liste der Bodendenkmale im Landkreis Harz sind die Bodendenkmale im Landkreis Harz aufgeführt. Grundlage der Einzellisten sind die in den jeweiligen Listen angegebenen Quellen.
Diese Liste ist eine Teilliste der Liste der Bodendenkmale in Sachsen-Anhalt.
Die Kulturdenkmale sind in der Liste der Kulturdenkmale im Landkreis Harz erfasst.

## Aufteilung
Wegen der großen Anzahl von Bodendenkmalen im Landkreis Harz ist diese Liste in Teillisten nach den Städten und Gemeinden aufgeteilt.
| Gemeinde/ Stadt     | Bodendenkmalliste                              | Wappen | Lage | Bild eines Bodendenkmals                                |
| ------------------- | ---------------------------------------------- | ------ | ---- | ------------------------------------------------------- |
| Ballenstedt         | Liste der Bodendenkmale in Ballenstedt         |        |      |                                                         |
| Blankenburg (Harz)  | Liste der Bodendenkmale in Blankenburg (Harz)  |        |      |                                                         |
| Ditfurt             | Liste der Bodendenkmale in Ditfurt             |        |      |                                                         |
| Falkenstein/Harz    | Liste der Bodendenkmale in Falkenstein/Harz    |        |      |                                                         |
| Groß Quenstedt      | Liste der Bodendenkmale Groß Quenstedt         |        |      | für diese Gemeinde sind keine Bodendenkmale ausgewiesen |
| Halberstadt         | Liste der Bodendenkmale in Halberstadt         |        |      |                                                         |
| Harsleben           | Liste der Bodendenkmale in Harsleben           |        |      |                                                         |
| Harzgerode          | Liste der Bodendenkmale in Harzgerode          |        |      |                                                         |
| Hedersleben         | Liste der Bodendenkmale Hedersleben            |        |      | für diese Gemeinde sind keine Bodendenkmale ausgewiesen |
| Huy                 | Liste der Bodendenkmale in Huy (Gemeinde)      |        |      |                                                         |
| Ilsenburg (Harz)    | Liste der Bodendenkmale in Ilsenburg (Harz)    |        |      |                                                         |
| Nordharz            | Liste der Bodendenkmale in Nordharz            |        |      |                                                         |
| Oberharz am Brocken | Liste der Bodendenkmale in Oberharz am Brocken |        |      |                                                         |
| Osterwieck          | Liste der Bodendenkmale in Osterwieck          |        |      |                                                         |
| Quedlinburg         | Liste der Bodendenkmale in Quedlinburg         |        |      |                                                         |
| Schwanebeck         | Liste der Bodendenkmale Schwanebeck            |        |      | für diese Gemeinde sind keine Bodendenkmale ausgewiesen |
| Selke-Aue           | Liste der Bodendenkmale in Selke-Aue           |        |      |                                                         |
| Thale               | Liste der Bodendenkmale in Thale               |        |      |                                                         |
| Wegeleben           | Liste der Bodendenkmale in Wegeleben           |        |      |                                                         |
| Wernigerode         | Wernigerode                                    |        |      |                                                         |